# Ständernas beslut angående Ulrika Eleonoras utkorelse till Sveriges krona och regemente
Ständernas beslut angående Ulrika Eleonoras utkorelse till Sveriges krona och regemente togs den 21 februari 1719. Beslutet innebar uteslutande av arvsrätt på kvinnlig linje, att rätt till kronan tillerkändes Ulrika Eleonora, och hennes manliga bröstarvingar efter "1650 års riksdagsbeslut" (det vill säga tronföljden blev åter agnatisk).
Bestämmelse om detta togs in i regeringsformen (§ 3) av samma dag och upprepades såväl i ständernas "förening" 24 mars 1720, varigenom kronan flyttades över till Ulrika Eleonoras gemål Fredrik I, som i regeringsformen 2 maj samma år (§ 3).
Då denna arvsrätt endast gällde Fredriks ättlingar med Ulrika Eleonora, som avled barnlös 1741, måste ett nytt kungahus utkoras. Detta skedde genom Rikets ständers förening 23 juni 1743.